# Diabugu Bassilah
Diabugu Bassilah är en ort i Gambia. Den ligger i regionen Upper River, i den östra delen av landet, 280 km öster om huvudstaden Banjul. Antalet invånare var 1 426 vid folkräkningen 2013.